# Liste des îles extérieures d'Indonésie
92 îles d'Indonésie, géographiquement isolées et éloignées, sont désignées comme îles extérieures depuis la signature d'un décret présidentiel en 2005. Parmi celles-ci, 67 sont proches d'un pays voisin et 28 sont habitées.

## Liste
| #  | Nom                | Coordonnées                   | Mer                      | Kabupaten                        | Province                              | Pays frontalier           |
| -- | ------------------ | ----------------------------- | ------------------------ | -------------------------------- | ------------------------------------- | ------------------------- |
| 1  | Alor               | 8° 13′ 50″ S, 125° 07′ 55″ E  | Détroit d'Ombai          | Alor                             | Petites îles de la Sonde orientales   | Timor oriental            |
| 2  | Ararkula           | 5° 35′ 42″ S, 134° 49′ 05″ E  | Mer d'Arafura            | Moluques du Sud-Est              | Moluques                              | Australie                 |
| 3  | Asutubun           | 8° 03′ 07″ S, 131° 18′ 02″ E  | Mer de Timor             | Moluques du Sud-Est occidentales | Moluques                              | Timor oriental            |
| 4  | Bangkit            | 1° 02′ 52″ N, 123° 06′ 45″ E  | Mer de Célèbes           | Bolaang Mongondow                | Sulawesi du Nord                      | Philippines               |
| 5  | Barung             | 8° 30′ 30″ S, 113° 17′ 37″ E  | Océan Indien             | Jember                           | Java oriental                         | Australie                 |
| 6  | Batarkusu          | 8° 20′ 30″ S, 130° 49′ 16″ E  | Mer de Timor             | Moluques du Sud-Est occidentales | Moluques                              | Timor oriental            |
| 7  | Batek              | 9° 15′ 30″ S, 123° 59′ 30″ E  | Mer de Savu              | Kupang                           | Petites îles de la Sonde orientales   | Timor oriental            |
| 8  | Batu Bawaikang     | 4° 44′ 46″ N, 125° 29′ 24″ E  | Mer de Célèbes           | Îles Sangihe                     | Sulawesi du Nord                      | Philippines               |
| 9  | Batu Berhanti      | 1° 11′ 06″ N, 103° 52′ 57″ E  | Détroit de Singapour     | Batam                            | Îles Riau                             | Singapour                 |
| 10 | Batu Goyang        | 7° 57′ 01″ S, 134° 11′ 38″ E  | Mer d'Arafura            | Moluques du Sud-Est              | Moluques                              | Australie                 |
| 11 | Batu Kecil         | 5° 53′ 45″ S, 104° 26′ 26″ E  | Océan Indien             | Lampung occidental               | Lampung                               | Inde                      |
| 12 | Batu Mandi         | 2° 52′ 10″ N, 100° 41′ 05″ E  | Détroit de Malacca       | Bintan                           | Îles Riau                             | Malaisie                  |
| 13 | Benggala           | 5° 47′ 34″ N, 94° 58′ 21″ E   | Océan Indien             | Sabang                           | Aceh                                  | Inde                      |
| 14 | Bepondi            | 0° 23′ 38″ S, 135° 16′ 27″ E  | Océan Pacifique          | Biak Numfor                      | Papouasie                             | Palaos                    |
| 15 | Berhala            | 3° 46′ 38″ N, 99° 30′ 03″ E   | Détroit de Malacca       | Deli Serdang                     | Sumatra du Nord                       | Malaisie                  |
| 16 | Bras               | 0° 55′ 00″ N, 134° 20′ 00″ E  | Océan Pacifique          | Biak Numfor                      | Papouasie                             | Palaos                    |
| 17 | Budd               | 0° 32′ 08″ N, 130° 43′ 52″ E  | Océan Pacifique          | Sorong                           | Papouasie occidentale                 | Palaos                    |
| 18 | Damar              | 2° 44′ 29″ N, 105° 22′ 46″ E  | Mer de Chine méridionale | Anambas                          | Îles Riau                             | Malaisie                  |
| 19 | Dana               | 11° 00′ 36″ S, 122° 52′ 37″ E | Océan Indien             | Rote Ndao                        | Petites îles de la Sonde orientales   | Australie                 |
| 20 | Dana               | 10° 50′ 00″ S, 121° 16′ 57″ E | Océan Indien             | Sabu Raijua                      | Petites îles de la Sonde orientales   | Australie                 |
| 21 | Deli               | 7° 01′ 00″ S, 105° 31′ 25″ E  | Océan Indien             | Pandeglang                       | Banten                                | Australie                 |
| 22 | Dolangan           | 1° 22′ 40″ N, 120° 53′ 04″ E  | Mer de Célèbes           | Toli-Toli                        | Sulawesi central                      | Malaisie                  |
| 23 | Enggano            | 5° 31′ 13″ S, 102° 16′ 00″ E  | Océan Indien             | Bengkulu du Nord                 | Bengkulu                              | Inde                      |
| 24 | Enu                | 7° 05′ 00″ S, 134° 30′ 00″ E  | Mer d'Arafura            | Moluques du Sud-Est              | Moluques                              | Australie                 |
| 25 | Fani               | 1° 04′ 00″ N, 131° 16′ 00″ E  | Océan Pacifique          | Sorong                           | Papouasie occidentale                 | Palaos                    |
| 26 | Fanildo            | 0° 56′ 22″ N, 134° 17′ 44″ E  | Océan Pacifique          | Biak Numfor                      | Papouasie                             | Palaos                    |
| 27 | Gosong Makasar     | 3° 59′ 25″ N, 117° 57′ 42″ E  | Mer de Célèbes           | Nunukan                          | Kalimantan oriental                   | Malaisie                  |
| 28 | Intata             | 4° 38′ 38″ N, 127° 09′ 49″ E  | Mer de Célèbes           | Îles Talaud                      | Sulawesi du Nord                      | Philippines               |
| 29 | Iyu Kecil          | 1° 11′ 30″ N, 103° 21′ 08″ E  | Détroit de Malacca       | Karimun                          | îles Riau                             | Malaisie                  |
| 30 | Jiew               | 0° 43′ 39″ N, 129° 08′ 30″ E  | Mer de Halmahera         | Halmahera                        | Moluques du Nord                      | Palaos                    |
| 31 | Kakarutan          | 4° 37′ 36″ N, 127° 09′ 53″ E  | Océan Pacifique          | Îles Talaud                      | Sulawesi du Nord                      | Philippines               |
| 32 | Karang             | 7° 01′ 08″ S, 134° 41′ 26″ E  | Mer d'Arafura            | Moluques du Sud-Est              | Moluques                              | Australie                 |
| 33 | Karaweira          | 6° 00′ 09″ S, 134° 54′ 26″ E  | Mer d'Arafura            | Moluques du Sud-Est              | Moluques                              | Australie                 |
| 34 | Karimun Kecil      | 1° 09′ 59″ N, 103° 23′ 20″ E  | Détroit de Malacca       | Karimun                          | Îles Riau                             | Malaisie                  |
| 35 | Kawalusu           | 4° 14′ 06″ N, 125° 18′ 59″ E  | Mer de Célèbes           | Îles Sangihe                     | Sulawesi du Nord                      | Philippines               |
| 36 | Kawio              | 4° 40′ 16″ N, 125° 25′ 41″ E  | Mer de Mindanao          | Îles Sangihe                     | Sulawesi du Nord                      | Philippines               |
| 37 | Kepala             | 2° 38′ 42″ N, 109° 10′ 04″ E  | Mer de Chine méridionale | Natuna                           | Îles Riau                             | Malaisie                  |
| 38 | Kisar              | 8° 06′ 10″ S, 127° 08′ 36″ E  | Détroit de Wetar         | Moluques du Sud-Est occidentales | Moluques                              | Timor oriental            |
| 39 | Kolepon            | 8° 12′ 49″ S, 137° 41′ 24″ E  | Mer d'Arafura            | Merauke                          | Papouasie                             | Australie                 |
| 40 | Kultubai du Sud    | 6° 49′ 54″ S, 134° 47′ 14″ E  | Mer d'Arafura            | Moluques du Sud-Est              | Moluques                              | Australie                 |
| 41 | Kultubai du Nord   | 6° 38′ 50″ S, 134° 50′ 12″ E  | Mer d'Arafura            | Moluques du Sud-Est              | Moluques                              | Australie                 |
| 42 | Laag               | 5° 23′ 14″ S, 137° 43′ 07″ E  | Mer d'Arafura            | Irian Jaya Timur                 | Papouasie                             | Australie                 |
| 43 | Larat              | 7° 14′ 26″ S, 131° 58′ 49″ E  | Mer d'Arafura            | Moluques du Sud-Est occidentales | Moluques                              | Australie                 |
| 44 | Leti               | 8° 14′ 20″ S, 127° 37′ 50″ E  | Mer de Timor             | Moluques du Sud-Est occidentales | Moluques                              | Timor oriental            |
| 45 | Liki               | 1° 34′ 26″ S, 138° 42′ 57″ E  | Océan Pacifique          | Jayapura                         | Papouasie                             | Papouasie-Nouvelle-Guinée |
| 46 | Lingian            | 0° 59′ 55″ N, 120° 12′ 50″ E  | Détroit de Macassar      | Toli-Toli                        | Sulawesi central                      | Malaisie                  |
| 47 | Liran              | 8° 03′ 50″ S, 125° 44′ 00″ E  | Détroit de Wetar         | Moluques du Sud-Est occidentales | Moluques                              | Timor oriental            |
| 48 | Makalehi           | 2° 44′ 15″ N, 125° 09′ 28″ E  | Mer de Célèbes           | Îles Sangihe                     | Sulawesi du Nord                      | Philippines               |
| 49 | Mangkai            | 3° 05′ 32″ N, 105° 35′ 00″ E  | Mer de Chine méridionale | Anambas                          | Îles Riau                             | Malaisie                  |
| 50 | Mangudu            | 10° 20′ 08″ S, 120° 05′ 56″ E | Océan Indien             | Sumba Timur                      | Petites îles de la Sonde orientales   | Australie                 |
| 51 | Manterawu          | 1° 45′ 47″ N, 124° 43′ 51″ E  | Mer de Célèbes           | Bolaang Mongondow                | Sulawesi du Nord                      | Philippines               |
| 52 | Manuk              | 7° 49′ 11″ S, 108° 19′ 18″ E  | Océan Indien             | Tasikmalaya                      | Java occidental                       | Australie                 |
| 53 | Marampit           | 4° 46′ 18″ N, 127° 08′ 32″ E  | Mer de Célèbes           | Îles Talaud                      | Sulawesi du Nord                      | Philippines               |
| 54 | Maratua            | 2° 15′ 12″ N, 118° 38′ 41″ E  | Mer de Célèbes           | Berau                            | Kalimantan oriental                   | Malaisie                  |
| 55 | Marore             | 4° 44′ 14″ N, 125° 28′ 42″ E  | Mer de Célèbes           | Îles Sangihe                     | Sulawesi du Nord                      | Philippines               |
| 56 | Marsela            | 8° 13′ 29″ S, 129° 49′ 32″ E  | Mer de Timor             | Moluques du Sud-Est occidentales | Moluques                              | Timor oriental            |
| 57 | Meatimiarang       | 8° 21′ 09″ S, 128° 30′ 52″ E  | Mer de Timor             | Moluques du Sud-Est occidentales | Moluques                              | Timor oriental            |
| 58 | Mega               | 4° 01′ 12″ S, 101° 01′ 49″ E  | Océan Indien             | Bengkulu du Nord                 | Bengkulu                              | Inde                      |
| 59 | Miangas            | 5° 34′ 02″ N, 126° 34′ 54″ E  | Mer de Célèbes           | Îles Talaud                      | Sulawesi du Nord                      | Philippines               |
| 60 | Miossu             | 0° 20′ 16″ S, 132° 09′ 34″ E  | Océan Pacifique          | Sorong                           | Papouasie occidentale                 | Palaos                    |
| 61 | Nipa               | 1° 09′ 13″ N, 103° 39′ 11″ E  | Détroit de Singapour     | Batam                            | Îles Riau                             | Singapour                 |
| 62 | Nongsa             | 1° 12′ 29″ N, 104° 04′ 47″ E  | Détroit de Singapour     | Batam                            | Îles Riau                             | Singapour                 |
| 63 | Nusa Kambangan     | 7° 47′ 05″ S, 109° 02′ 34″ E  | Océan Indien             | Cilacap                          | Java central                          | Australie                 |
| 64 | Panambulai         | 6° 19′ 26″ S, 134° 54′ 53″ E  | Mer d'Arafura            | Moluques du Sud-Est              | Moluques                              | Australie                 |
| 65 | Panehan            | 8° 22′ 17″ S, 111° 30′ 41″ E  | Océan Indien             | Trenggalek                       | Java oriental                         | Australie                 |
| 66 | Pelampong          | 1° 07′ 44″ N, 103° 41′ 58″ E  | Détroit de Singapour     | Batam                            | Îles Riau                             | Singapour                 |
| 67 | Raya               | 4° 52′ 10″ N, 95° 22′ 45″ E   | Océan Indien             | Aceh occidental                  | Aceh                                  | Inde                      |
| 68 | Rondo              | 6° 04′ 30″ N, 95° 06′ 45″ E   | Océan Indien             | Sabang                           | Aceh                                  | Inde                      |
| 69 | Rusa               | 5° 16′ 34″ N, 95° 12′ 07″ E   | Océan Indien             | Aceh Besar                       | Aceh                                  | Inde                      |
| 70 | Salando            | 1° 20′ 16″ N, 120° 47′ 31″ E  | Mer de Célèbes           | Toli-Toli                        | Sulawesi central                      | Malaisie                  |
| 71 | Salaut Besar       | 2° 57′ 51″ N, 95° 23′ 34″ E   | Océan Indien             | Aceh du Nord                     | Aceh                                  | Inde                      |
| 72 | Sambit             | 1° 46′ 53″ N, 119° 02′ 26″ E  | Mer de Célèbes           | Berau                            | Kalimantan oriental                   | Malaisie                  |
| 73 | Sebatik            | 4° 10′ 00″ N, 117° 54′ 00″ E  | Détroit de Macassar      | Nunukan                          | Kalimantan oriental                   | Malaisie                  |
| 74 | Sebetul            | 4° 42′ 25″ N, 107° 54′ 20″ E  | Mer de Chine méridionale | Natuna                           | Îles Riau                             | Viêt Nam                  |
| 75 | Sekatung           | 4° 47′ 45″ N, 108° 01′ 19″ E  | Mer de Chine méridionale | Natuna                           | Îles Riau                             | Viêt Nam                  |
| 76 | Sekel              | 8° 24′ 24″ S, 111° 42′ 31″ E  | Océan Indien             | Trenggalek                       | Java oriental                         | Australie                 |
| 77 | Selaru             | 8° 10′ 17″ S, 131° 07′ 31″ E  | Mer de Timor             | Moluques du Sud-Est occidentales | Moluques                              | Australie                 |
| 78 | Semiun             | 4° 31′ 09″ N, 107° 43′ 17″ E  | Mer de Chine méridionale | Natuna                           | Îles Riau                             | Malaisie                  |
| 79 | Sentut             | 1° 02′ 52″ N, 104° 49′ 50″ E  | Détroit de Singapour     | Bintan                           | Îles Riau                             | Malaisie                  |
| 80 | Senua              | 4° 00′ 48″ N, 108° 25′ 04″ E  | Mer de Chine méridionale | Natuna                           | Îles Riau                             | Malaisie                  |
| 81 | Sibarubaru         | 3° 17′ 48″ S, 100° 19′ 47″ E  | Océan Indien             | Îles Mentawai                    | Sumatra occidental                    | Inde                      |
| 82 | Simeuleuceut       | 2° 31′ 47″ N, 95° 55′ 05″ E   | Océan Indien             | Aceh occidental                  | Aceh                                  | Inde                      |
| 83 | Simuk              | 0° 05′ 33″ S, 97° 51′ 14″ E   | Océan Indien             | Nias                             | Sumatra du Nord                       | Inde                      |
| 84 | Sinyaunyau         | 1° 51′ 58″ S, 99° 04′ 34″ E   | Océan Indien             | Îles Mentawai                    | Sumatra occidental                    | Inde                      |
| 85 | Sophia Louisa      | 8° 55′ 20″ S, 116° 00′ 08″ E  | Océan Indien             | Lombok occidental                | Petites îles de la Sonde occidentales | Australie                 |
| 86 | Subi Kecil         | 3° 01′ 51″ N, 108° 54′ 52″ E  | Mer de Chine méridionale | Natuna                           | Îles Riau                             | Malaisie                  |
| 87 | Tokong Belayar     | 3° 27′ 04″ N, 106° 16′ 08″ E  | Mer de Chine méridionale | Anambas                          | Îles Riau                             | Malaisie                  |
| 88 | Tokong Malang Biru | 2° 18′ 00″ N, 105° 35′ 47″ E  | Mer de Chine méridionale | Anambas                          | îles Riau                             | Malaisie                  |
| 89 | Tokong Nanas       | 3° 19′ 52″ N, 105° 57′ 04″ E  | Mer de Chine méridionale | Anambas                          | Îles Riau                             | Malaisie                  |
| 90 | Tokongboro         | 4° 04′ 01″ N, 107° 26′ 09″ E  | Mer de Chine méridionale | Anambas                          | îles Riau                             | Malaisie                  |
| 91 | Wetar              | 7° 56′ 50″ S, 126° 28′ 10″ E  | Mer de Banda             | Moluques du Sud-Est occidentales | Moluques                              | Timor oriental            |
| 92 | Wunga              | 1° 12′ 47″ N, 97° 04′ 48″ E   | Océan Indien             | Nias                             | Sumatra du Nord                       | Inde                      |

## Statistiques

### Pays limitrophes
Les îles extérieures sont proches de 9 pays différents :
| Pays                      | Îles |
| ------------------------- | ---- |
| Australie                 | 23   |
| Inde                      | 13   |
| Malaisie                  | 22   |
| Palaos                    | 7    |
| Papouasie-Nouvelle-Guinée | 1    |
| Philippines               | 11   |
| Singapour                 | 4    |
| Timor oriental            | 10   |
| Viêt Nam                  | 2    |

### Provinces
Les îles sont dispersées dans 18 provinces distinctes :
| Province                              | Îles |
| ------------------------------------- | ---- |
| Aceh                                  | 6    |
| Banten                                | 1    |
| Bengkulu                              | 2    |
| Îles Riau                             | 20   |
| Java central                          | 1    |
| Java oriental                         | 3    |
| Java occidental                       | 1    |
| Kalimantan oriental                   | 4    |
| Lampung                               | 1    |
| Moluques du Nord                      | 1    |
| Moluques                              | 18   |
| Petites îles de la Sonde occidentales | 1    |
| Petites îles de la Sonde orientales   | 5    |
| Papouasie                             | 6    |
| Papouasie occidentale                 | 3    |
| Sulawesi central                      | 3    |
| Sulawesi du Nord                      | 11   |
| Sumatra du Nord                       | 3    |
| Sumatra occidental                    | 2    |

## Litiges potentiels
Dans l'opinion indonésienne, parmi ces îles frontalières, 12 sont susceptibles d'être revendiquées par une autre nation :
1. Rondo, kabupaten de Sabang, province d'Aceh : inhabitée sinon par le gardien d'un phare, située au nord de l'île de Weh à 6° 04′ 31″ N, 95° 06′ 47″ E, frontalière de l'Inde, elle commande une des entrées du détroit de Malacca.
2. Sekatung, kabupaten de Natuna, province des îles Riau : inhabitée, superficie 0,3 km², situé à 4° 47′ 00″ N, 108° 01′ 00″ E, frontalière du Viêt Nam, elle est utilisée comme escale par des pêcheurs indonésiens et étrangers.
3. Nipa, ville de Batam, îles Riau : inhabitée, superficie 60 hectares, frontalière de Singapour, elle est constituée à 80 % de corail mort et 20 % de sable exploité notamment pour être vendu à Singapour.
4. Berhala, kabupaten de Serdang Bedagai, province de Sumatra du Nord: située dans le détroit de Malacca, frontalière de la Malaisie, inhabitée, d'une superficie de 2,5 km².
5. Marore, kabupaten des îles Sangihe, province de Sulawesi du Nord : frontalière des Philippines, d'une superficie de 214 hectares, située à 4° 44′ 00″ N, 125° 29′ 00″ E.
6. Miangas, kabupaten des îles Talaud, Sulawesi du Nord : frontalière des Philippines, superficie 3,15 km², située à 5° 33′ 00″ N, 126° 35′ 00″ E, à 145 milles marin de l'île indonésienne la plus proche, Nanusa, et à seulement 48 milles des Philippines, 678 habitants (2003) de langue talaud. La monnaie utilisée est le peso philippin. Les Hollandais de la VOC (Compagnie néerlandaise des Indes orientales) avaient pris le contrôle de cette île en 1677. En 1891, les Philippines avaient inclus Miangas dans leur territoire mais ont accepté l'arbitrage du Tribunal International en faveur de l'Indonésie.
7. Marampit, kabupaten des îles Talaud, Sulawesi du Nord : située à 4° 46′ 18″ N, 127° 08′ 32″ E, frontalière des Philippines, 1 436 habitants, superficie 12 km².
8. Batek, kabupaten de Kupang, province des petites îles de la Sonde orientales, que Timor oriental appelle Fatu Sinai : frontalière avec le territoire d'Oecusse de Timor oriental, superficie environ 25 hectares, lieu de ponte de tortues et voie de passage de migrations de dauphins.
9. Dana, kabupaten de Rote Ndao, dans les petites îles de la Sonde orientales : située au sud de l'île de Rote à 10° 59′ 30″ S, 122° 51′ 43″ E, frontalière de l'Australie, inhabitée.
10. Fani, kabupaten de Raja Ampat, province de Papouasie : frontalière des Palaos, habitée, superficie environ 9 km², située à 1° 04′ 00″ N, 131° 16′ 01″ E, à 220 km et 35 heures de bateau de la ville de Sorong.
11. Fanildo, kabupaten de Biak Numfor, Papouasie : une des îles Mapia, inhabitée, frontalière des Palaos, superficie environ 0,1 km², située à 280 km du kabupaten de Biak Numfor, à 0° 34′ N, 134° 11′ E.
12. Bras, kabupaten de Biak Numfor, Papouasie : une autre des îles Mapia, inhabitée, frontalière des Palaos, superficie environ 3,375 km², située à 280 km du kabupaten de Biak Numfor, environ 50 000 habitants.